# TUTV
Canal 11 TUTV es un canal de televisión abierta salvadoreño, lanzado el 10 de abril de 2014 bajo el nombre de TV Red. El canal posee una programación generalista y es propiedad de Albavisión.

## Historia
Originalmente el Canal 11 comenzó transmisiones en cable en el canal 99 como UFG TV (siendo propiedad de la Universidad Francisco Gavidia) en el año 2002, su programación estaba enfocado en programas de cultura, educación, documentales, música, series, noticias, programas propios y en ocasiones anime. 
En 2009, UFG TV inicia transmisiones en tele abierta en el canal 15, y como esta frecuencia era de Grupo Megavisión, el canal se convierte en un canal afiliado a esta empresa. En 2012, UFG TV traslada su señal de televisión abierta a canal 37 debido a que Grupo Megavisión recupera la señal del canal para relanzarla como Movie World (canal de televisión enfocado en las películas), y en ese mismo año UFG TV cambia de nombre a Fusión Televisión.
A inicios de 2014, el empresario mexicano-guatemalteco Remigio Ángel González, y su empresa de medios Albavision adquiere Fusión Televisión de la UFG y traslada su señal del canal 37 al 11.
El lanzamiento de TUTV en abril de 2014 causó una guerra jurídica y mediática perpetrada por los canales privados TCS 2, 4 y 6, Canal 12 y Grupo Megavisión contra el canal, pues sostenían que la asignación de la frecuencia 11 en la banda VHF era irregular y que el canal debió iniciar transmisión en su señal original como canal 37. En un principio, el canal inició transmisiones como TV Red. Su programación consistía en vídeos musicales. Sin embargo, añadió a su grilla el noticiero Noticias 11.
El 18 de enero de 2016, TV Red fue relanzado como TUTV y cambió su programación a una de índole generalista, que incluía la emisión de series, noticias y películas.
El 2 de septiembre de 2019, TUTV es relanzado nuevamente, pero bajo el nombre Canal 11 TUTV, tornandole un color verde claro a su gráfica (y logo) además de adjuntarle el texto CANAL 11 a TUTV.

## Programación
TUTV cuenta con una variada programación en series, telenovelas, infantiles, noticias, deportes y películas. 

### Programas nacionales
- La Tribu TV
- NC11 Edición Mediodía
- NC11 Edición Estelar

### Telenovelas extranjeras
- Amor Eterno
- Suleimán, el Sultán
- Un amor indomable (ATV Perú, 2007)

### Programas internacionales
- Águila Roja
- Al fondo hay sitio
- Antimafia
- Bandolera
- Cámara Loca
- Combate Argentina
- Comisario Rex
- El Barco
- Hombre al Agua
- Jane La Inmortal
- La Isla
- La Siguiente Super Modelo Americana
- Lo que la gente cuenta

### Bloque de películas
- TUTV Cine 1
- TUTV Cine 2

### Deportes
- Juegos Olímpicos
- CONCACAF Futsal Club Championship

### Dibujos animados
- Betty Atómica
- Dientes de Lata
- El Lagartijo de Ned
- Creepie
- La abeja Maya
- La Casa de Lula
- Los Misterios de Moville
- Mi Padre. El Rockero
- Ruby Gloom